# 縁山
縁山（へりやま）は、日本の漫画家。同人サークル「全裸レストラン」としても活動している。

## 作品リスト

### 書籍
- 『ドリストア』 2011年9月17日発売[1]、コアマガジン〈メガストアコミックス313〉、ISBN 978-4-86436-149-1
- 『だいたいめる子』[2] 2015年8月8日発売[3]、ワニマガジン社〈ワニマガジンコミックスペシャル〉、ISBN 978-4-86269-382-2
- 『それでもめる子』[4] 2016年8月20日発売[5]、ワニマガジン社〈ワニマガジンコミックスペシャル〉、ISBN 978-4-86269-441-6
- 『おさらばめる子』[6] 2017年8月10日発売[7]、ワニマガジン社〈ワニマガジンコミックスペシャル〉、ISBN 978-4-86269-506-2
- 『家庭教師なずなさん』 秋田書店〈少年チャンピオンコミックス〉、全4巻
  1. 2020年8月6日発売[8]、ISBN 978-4-253-22610-3
  2. 2020年11月6日発売[9]、ISBN 978-4-253-22614-1
  3. 2021年1月8日発売[10]、ISBN 978-4-253-22630-1
  4. 2021年4月8日発売[11]、ISBN 978-4-253-22631-8
- 『僕が恋するコズミックスター』[12] 秋田書店〈少年チャンピオンコミックス〉、全4巻
  1. 2023年11月8日発売[13]、ISBN 978-4-253-28180-5
  2. 2024年1月5日発売[14]、ISBN 978-4-253-28181-2
  3. 2024年4月8日発売[15]、ISBN 978-4-253-28182-9
  4. 2024年7月8日発売[16]、ISBN 978-4-253-28183-6